# Sinningia araneosa
Sinningia araneosa là một loài thực vật có hoa trong họ Tai voi. Loài này được Chautems miêu tả khoa học đầu tiên năm 1997.